# Чемпіонат СРСР з легкої атлетики в приміщенні 1980
Чемпіонат СРСР з легкої атлетики в приміщенні 1980 року був проведений 15-17 лютого в Москві на зимовому стадіоні «Спартак». Це був десятий за ліком чемпіонат СРСР з легкої атлетики в приміщенні.
На чемпіонаті українкою Ольгою Вахрушевою з Донецька було встановлено (в забігу) вище світове досягнення в приміщенні в бігу на 800 метрів — 1.58,4. Крім цього було встановлено сім вищих досягнень СРСР в приміщенні: 4 — у чоловіків (одне з них — Олександром Величком в бігу на 2000 метрів з перешкодами) та 3 — у жінок.
Чемпіонство з легкоатлетичних багатоборств було розіграно 1-3 березня в межах окремого чемпіонату СРСР з багатоборств в приміщенні, проведеного в Ленінграді.

## Медалісти

### Чоловіки
| Дисципліни                | Золото                        | Золото      | Срібло                              | Срібло  | Бронза                         | Бронза  |
| ------------------------- | ----------------------------- | ----------- | ----------------------------------- | ------- | ------------------------------ | ------- |
| 60 метрів                 | Андрій Шляпников Москва       | 6,70        | Микола Колесников Ленінград         | 6,71    | Олександр Аксинін Ленінград    | 6,71    |
| 100 метрів                | Андрій Шляпников Москва       | 10,46       | Володимир Ігнатенко Київ            | 10,48   | Олександр Аксинін Ленінград    | 10,51   |
| 400 метрів                | Михайло Лінге Москва          | 45,9 NIB    | Віктор Бураков Київ                 | 46,8    | Сергій Ловачов Московська обл. | 47,0    |
| 800 метрів                | Микола Кіров Гомель           | 1.48,5      | Анатолій Решетняк Сімферополь       | 1.48,5  | Володимир Малоземлін Тольятті  | 1.49,3  |
| 1500 метрів               | Володимир Малоземлін Тольятті | 3.41,0 NIB  | Сергій Сафроненко Ленінград         | 3.42,1  | Анатолій Мамонтов Кишинів      | 3.42,8  |
| 3000 метрів               | Анатолій Мамонтов Кишинів     | 8.03,6      | Володимир Пономарьов Ростов-на-Дону | 8.04,0  | Олександр Серкін               | 8.04,6  |
| 60 метрів з бар'єрами     | Юрій Черваньов Мінськ         | 7,65        | Віктор Мясников Мінськ              | 7,74    | В'ячеслав Кулебякін Ленінград  | 7,82    |
| 110 метрів з бар'єрами    | Віктор Мясников Мінськ        | 13,75       | Степан Кузів Львів                  | 13,95   | Анатолій Титов Москва          | 14,17   |
| 2000 метрів з перешкодами | Олександр Величко Ужгород     | 5.25,8 NIB  | Валентин Зайчук Київ                | 5.26,4  | Анатолій Дімов Московська обл. | 5.27,2  |
| Ходьба 10000 метрів       | Віктор Семенов Чебоксари      | 39.20,8 NIB | Айварс Румбенієкс Валміера          | 39.34,6 | Вальдас Казлаускас Вільнюс     | 39.38,6 |
| Стрибки у висоту          | Геннадій Белков Куйбишев      | 2,28 м      | Володимир Кунцевич Свердловськ      | 2,26 м  | Олександр Григор'єв Мінськ     | 2,26 м  |
| Стрибки з жердиною        | Костянтин Волков Іркутськ     | 5,60 м      | Володимир Поляков Москва            | 5,60 м  | Сергій Кулібаба Алма-Ата       | 5,40 м  |
| Стрибки у довжину         | Валерій Підлужний Донецьк     | 8,12 м      | Віктор Бельський Мінськ             | 7,80 м  | Олександр Безкровний Москва    | 7,76 м  |
| Потрійний стрибок         | Яак Уудмяе Тарту              | 16,59 м     | Віктор Паршенков Калуга             | 16,54 м | Шаміль Аббясов Фрунзе          | 16,53 м |
| Штовхання ядра            | Анатолій Ярош Ворошиловград   | 20,16 м     | Валерій Войкін Ленінград            | 20,08 м | Михайло Гусєв Москва           | 19,82 м |

### Жінки
| Дисципліни             | Золото                             | Золото     | Срібло                           | Срібло  | Бронза                           | Бронза  |
| ---------------------- | ---------------------------------- | ---------- | -------------------------------- | ------- | -------------------------------- | ------- |
| 60 метрів              | Людмила Кондратьєва Ростов-на-Дону | 7,34       | Віра Анісімова Москва            | 7,35    | Ольга Короткова Москва           | 7,35    |
| 100 метрів             | Людмила Кондратьєва Ростов-на-Дону | 11,69      | Наталія Бочина Ленінград         | 11,71   | Раїса Махова Дніпропетровськ     | 11,98   |
| 400 метрів             | Людмила Чернова-Зеніна Краснодар   | 52,3 NIB   | Марія Кульчунова Київ            | 52,9    | Тетяна Гойщик Іркутськ           | 53,5    |
| 800 метрів             | Ольга Вахрушева Донецьк            | 2.00,4     | Надія Олізаренко-Мушта Брянськ   | 2.00,8  | Заміра Зайцева Андижан           | 2.01,7  |
| 1500 метрів            | Тамара Сорокіна Челябінськ         | 4.07,8     | Ольга Двірна Ленінград           | 4.08,3  | Заміра Зайцева Андижан           | 4.08,6  |
| 60 метрів з бар'єрами  | Наталія Лебедєва Москва            | 8,14       | Віра Комісова Ленінград          | 8,17    | Ніна Дербіна-Моргуліна Краснодар | 8,19    |
| 100 метрів з бар'єрами | Наталія Лебедєва Москва            | 13,19 NIB  | Ніна Дербіна-Моргуліна Краснодар | 13,34   | Віра Комісова Ленінград          | 13,35   |
| Стрибки у висоту       | Валентина Полуйко-Ахраменко Мінськ | 1,94 м NIB | Тамара Бикова Ростов-на-Дону     | 1,86 м  | Марина Сисоєва Фрунзе            | 1,86 м  |
| Стрибки у довжину      | Тетяна Скачко Ворошиловград        | 6,62 м     | Іоланда Чен Москва               | 6,40 м  | Любов Ільїна Ростов-на-Дону      | 6,40 м  |
| Штовхання ядра         | Світлана Крачевська Москва         | 19,53 м    | Нуну Абашидзе Одеса              | 19,44 м | Фаїна Мельник Москва             | 19,32 м |

## Чемпіонат СРСР з легкоатлетичних багатоборств в приміщенні
Чемпиони країни з багатоборства визначились 1—3 березня в межах окремого чемпіонату СРСР з багатоборств в приміщенні, проведеного в Зимовому стадіоні Ленінграду: 1-2 березня — серед чоловіків у семиборстві (в межах чоловічої матчевої зустрічі багатоборців СРСР та США), а 3 березня — серед жінок у п'ятиборстві. Обидва чемпіони завершили змагання з новими вищими світовими досягненнями.

### Чоловіки
| Дисципліна   | Золото                    | Золото               | Срібло                | Срібло           | Бронза             | Бронза           |
| ------------ | ------------------------- | -------------------- | --------------------- | ---------------- | ------------------ | ---------------- |
| Семиборство* | Олександр Невський Гомель | 6043 очки WIB (6182) | Сергій Желанов Москва | 5873 очки (6024) | Олександр Шабленко | 5825 очок (5989) |

### Жінки
| Дисципліна    | Золото                     | Золото               | Срібло         | Срібло           | Бронза                      | Бронза           |
| ------------- | -------------------------- | -------------------- | -------------- | ---------------- | --------------------------- | ---------------- |
| П'ятиборство* | Катерина Смирнова Рибінськ | 4690 очок WIB (4787) | Ольга Курагіна | 4609 очок (4651) | Наталія Коротаєва Ленінград | 4548 очки (4670) |

* Для визначення переможця в змаганнях багатоборців використовувалась стара система нарахування очок. Перерахунок з використанням сучасних таблиць переводу результатів наведений в дужках.

## Медальний залік
Нижче представлений загальний медальний залік за підсумками обох чемпіонатів.
| Місце | Команда        | Золото | Срібло | Бронза | Загалом |
| ----- | -------------- | ------ | ------ | ------ | ------- |
| 1     | РРФСР          | 9      | 7      | 7      | 23      |
| 2     | Москва         | 6      | 4      | 5      | 15      |
| 3     | УРСР           | 5      | 7      | 2      | 14      |
| 4     | Білоруська РСР | 5      | 2      | 1      | 8       |
| 5     | Молдавська РСР | 1      | 0      | 1      | 2       |
| 6     | Естонська РСР  | 1      | 0      | 0      | 1       |
| 7     | Ленінград      | 0      | 6      | 5      | 11      |
| 8     | Латвійська РСР | 0      | 1      | 0      | 1       |
| 9     | Узбецька РСР   | 0      | 0      | 2      | 2       |
| 9     | Киргизька РСР  | 0      | 0      | 2      | 2       |
| 11    | Казахська РСР  | 0      | 0      | 1      | 1       |
| 11    | Литовська РСР  | 0      | 0      | 1      | 1       |

## Командний залік
Командний залік в кожному чемпіонаті офіційно визначався за двома групами:

- Група I: серед окремих союзних республік, міст Москви та Ленінграда
- Група II: серед окремих інших союзних республік та областей

### Основний чемпіонат
| Місце    | Команда             | Очки    |
| Група І  | Група І             | Група І |
| -------- | ------------------- | ------- |
| 1        | РРФСР               | 769     |
| 2        | УРСР                | 669     |
| 3        | Москва              | 543     |
| 4        | Ленінград           | 407     |
| 5        | Білоруська РСР      | 324     |
| 6        | Литовська РСР       | 125     |
| 7        | Казахська РСР       | 90      |
| Група II |                     |         |
| 1        | Ростовська обл.     | 163     |
| 2        | Московська обл.     | 152     |
| 3        | Свердловська обл.   | 108     |
| 4        | Латвійська РСР      | 104     |
| 5        | Узбецька РСР        | 99      |
| 6        | Краснодарський край | 98      |

### Чемпіонат з багатоборств
| Місце    | Команда              | Очки    |
| Група І  | Група І              | Група І |
| -------- | -------------------- | ------- |
| 1        | РРФСР                | 101     |
| 2        | Ленінград            | 77      |
| 3        | Москва               | 73      |
| 4        | УРСР                 | 50      |
| 5        | Білоруська РСР       | 39      |
| 6        | Казахська РСР        | 16      |
| 7        | Литовська РСР        | 8       |
| Група II |                      |         |
| 1        | Ростовська обл.      | 15      |
| 2        | Латвійська РСР       | 14      |
| 3        | Ставропольський край | 13      |
| 4        | Вірменська РСР       | 13      |